# Neue Abenteuer mit Winnie Puuh
Neue Abenteuer mit Winnie Puuh (The New Adventures of Winnie the Pooh) ist eine US-amerikanische Zeichentrickserie um Winnie Puuh und dessen Freunde, die auf dem Kinderbuch Pu der Bär von Alan Alexander Milne basiert. Sie wurde von 1988 bis 1991 durch Walt Disney Television Animation produziert.

## Handlung
Zusammen mit seinen Freunden erlebt Winnie Puuh spannende, aber auch amüsante Abenteuer. Die meisten Folgen spielen im Hundertmorgenwald, einige, vor allem spätere, aber auch in der Stadt bzw. in Christopher Robins Haus.

## Charaktere

### Winnie Puuh
Winnie Puuh (im Original: Winnie the Pooh) ist ein Bär. Puuhs Leibgericht ist Honig. Er wohnt in einem Haus, an dessen Tür ein Schild mit der Aufschrift „Mr. Sanders“ zu sehen ist. Puuh ist nicht sehr intelligent, aber immer freundlich und hilfsbereit seinen Freunden gegenüber.

### Christopher Robin
Christopher Robin ist ein kleiner Junge. Alle Tiere im Hundertmorgenwald sind seine Freunde, besonders gut versteht er sich aber mit Winnie Puuh, den er liebevoll „dummer alter Bär“ nennt. Oft kann Christopher Robin Situationen, die seinen Freunden schwierig und rätselhaft erscheinen, leicht aufklären.

### Ferkel
Ferkel (im Original: Piglet) ist ein kleines Schwein und Winnie Puuhs bester Freund. Ferkel hat vor allen möglichen Dingen Angst und fühlt sich aufgrund seiner geringen Größe oft minderwertig. Doch wenn es darauf ankommt, ist Ferkel für seine Freunde da.

### Tigger
Tigger ist, wie der Name bereits sagt, ein Tiger. Tigger liebt es, durch die Gegend zu springen und ist meist gut gelaunt. Sein Standardspruch ist „Das können Tigger am bestesten“, wobei er diesen Spruch in nur wenigen Folgen verwendet. Tigger wohnt in einem Baumhaus.

### Rabbit
Rabbit ist ein Kaninchen. Rabbit legt sehr viel Wert auf Ordnung. Meist kümmert er sich um seinen Gemüsegarten. Rabbit kann manchmal recht unfreundlich und pedantisch, doch auch sehr hilfsbereit sein.

### I-Aah
I-Aah (im Original: Eeyore) ist ein Esel. I-Aah ist meistens traurig gestimmt. Er wohnt in einer winzigen Hütte, die immer wieder zusammenbricht. I-Aahs Schwanz ist ein Ansteckschwanz mit einer rosa Schleife, den er des Öfteren verliert.

### Gopher
Gopher ist ein Ziesel. Gopher ist handwerklich begabt und meist damit beschäftigt, Gänge unter der Erde zu graben. Meist trägt er einen Bauhelm. Als einziger Hauptcharakter kam Gopher in der Buchvorlage von Milne nicht vor.
Gopher (oder ein Tier, das aussah wie er) hatte in der Folge Karlo und die Murmeltieritis und Karlo, der Wasserdieb von Goofy & Max einen Cameo-Auftritt.

### Kanga und Ruh
Kanga ist ein Känguru. Ihr ganzer Stolz ist ihr kleiner Sohn Ruh (im Original: Roo). Ruh ist sehr neugierig und immer auf der Suche nach Abenteuern. Besonders gut versteht sich Ruh mit Tigger.

### Eule
Eule (im Original: Owl) ist ein Uhu und nimmt in der Serie die Rolle des weisen Ratgebers ein. Eule lebt in einem Baum und ist dafür bekannt lange Geschichten über seine vielen Verwandten und Erlebnisse zu erzählen und seinen Freunden immer mit gutem Rat zur Seite zu stehen (Auch wenn seine Ratschläge oft fragwürdig sind).

## Synchronsprecher
| Rolle                     | Englischer Sprecher                                | Deutscher Sprecher      |
| ------------------------- | -------------------------------------------------- | ----------------------- |
| Winnie Puuh               | Jim Cummings                                       | Heinz Palm              |
| Christopher Robin         | Tim Hoskins                                        | Wanja Gerick            |
| Ferkel                    | John Fiedler                                       | Santiago Ziesmer        |
| Tigger                    | Paul Winchell (1988–1990) Jim Cummings (1990–1991) | Wolfgang Kühne          |
| Rabbit                    | Ken Sansom                                         | Uwe Paulsen             |
| I-Ahh                     | Peter Cullen                                       | Wolfgang Kühne          |
| Gopher                    | Michael Gough                                      | Jörg Gottschick         |
| Kanga                     | Patricia Parris                                    | Ellen Rappus-Schikowski |
| Ruh                       | Nicholas Melody                                    | Marie-Luise Schramm     |
| Eule                      | Hal Smith Andre Stojka                             | Eberhard Wechselberg    |
| Christopher Robins Mutter | Patricia Parris                                    | Karin Grüger            |

## Auszeichnungen
1989 und 1992 gewann die Serie den „Humanitas Price“ in der „Children’s Animation Category“. 1990 gewann sie außerdem den „Daytime Award“ in der Kategorie „Outstanding Animated Program“.